# Heaven's Door
Heaven's Door (também Doorway to Heaven) (Brasil: Porta do Céu ) é um filme de drama espiritual produzido nos Estados Unidos, dirigido por Craig Clyde e lançado em 2013.